# Ступак Іван Станіславович
Ступак Іван Станіславович (нар. 10 лютого 1977 — пом. 29 січня 2015) — старший лейтенант (посмертно) Збройних Сил України, учасник російсько-української війни.

## Життєпис
Закінчив Фастівську ЗОШ № 5. До 1998 року працював слюсарем у ТОВ «Інтроверт», одночасно навчався у Національному аграрному університеті. Згодом працював економістом на заводі «Радар», потім у Фінансовому управлінні Київської ОДА. 1999 року перейшов на роботу в АТ «Брокбізнесбанк», займав посаду заступника керуючого з корпоративного бізнесу Київського ГРВ.
Був одним із організаторів Самооборони Фастова, брав активну участь в подіях на Майдані.
31 липня 2014-го як офіцер запасу пішов добровольцем. Лейтенант, командир взводу 25-го окремого мотопіхотного батальйону. З 20 серпня брав участь у бойових діях. Перше бойове хрещення прийняв, коли його підрозділ потрапив у засідку під Комісарівкою у Луганській області. Тоді в бою втратив кількох побратимів, сам отримав контузію, однак службу не залишив, лікуючись у польових умовах.
2014 року балотувався у депутати Верховної Ради України по 91-му виборчому округу за підтримки ГО «Самооборона Майдану Фастівщини», ГО «Самопоміч» та бойових товаришів. У жовтні була опублікована розповідь лейтенанта Ступака про будні на передовій.
Загинув 29 січня 2015 року в бою за місто Вуглегірськ. Бойовики відкрили вогонь по українських військових з вікон житлових будинків, ховаючись за спини мирних жителів, у тому числі й дітей. Ступак був поранений гранатою, однак лишився на полі бою, прикриваючи товаришів. Вбила його куля снайпера.
Без Івана лишились дружина та двоє синів 2004 р.н. та 2006 р.н.
Похований в місті Фастів, Інтернаціональне кладовище, Алея Слави.

## Нагороди та вшанування
- Указом Президента України № 553/2015 від 22 вересня 2015 року, «за мужність, самовідданість і високий професіоналізм, виявлені у захисті державного суверенітету та територіальної цілісності України, вірність військовій присязі», нагороджений орденом Богдана Хмельницького III ступеня (посмертно)[2].
- Почесний громадянин міста Фастова (посмертно, рішення сесії Фастівської міської ради від 3.9.2015)
- на честь Івана Ступака у Фастові перейменовано колишню вулицю Радянську, відкрито меморіальну дошку на ЗОШ № 5, пам'ятну дошку на житловому будинку по вулиці Івана Ступака, 21
- селище Красний Пахар Вуглегірської міськради перейменовано на селище Ступакове — на вшанування лейтенанта Збройних сил України Івана Ступака.
- Вшановується в меморіальному комплексі «Зала пам'яті», в щоденному ранковому церемоніалі 29 січня[3][4].